# Georg Ebeling (Bergmann)
Georg Ebeling (* 10. November 1853 in Wendthagen; † 12. April 1925 in Hannover) war ein deutscher Bergmann und Generaldirektor eines Kalisalz-Konzerns.

## Leben
Georg Ebeling wurde zur Zeit des Fürstentums Schaumburg-Lippe geboren und entstammte einem alten Bergmanns- und Bauern-Geschlecht. Er war der Sohn des Wendthagen’schen Gutshof-Besitzers Johann Ebeling (1813–1868) und der Karoline Bartling (1810–1868) aus Rehren bei Obernkirchen.
Nachdem Ebeling durch den Tod seiner Eltern im Jahr 1868 zum Vollwaisen geworden und – fast noch ein Kind – ganz auf sich alleine gestellt war, durchlief er ab dem 14. Lebensjahr zunächst eine Ausbildung im heimischen Steinkohle-Bergbau und besuchte dann die Bergschule sowie die Bergakademie Clausthal in Clausthal im Harz, blieb jedoch ohne Studienabschluss. Stattdessen unternahm er ausgedehnte Studienreisen nach Belgien, England und in die Vereinigten Staaten von Amerika, wo er einen reichen Erfahrungsschatz beim Bau von Schächten sammeln konnte.
Nach seiner Rückkehr nach Europa wurde Georg Ebeling zunächst im Steinkohle-Bergbau am Piesberg bei Osnabrück tätig. 1881 heiratete er Alwine Häberlein (1858–1925) aus Obernkirchen, die ihm drei Söhne gebären sollte.
Ab 1885 wurde Ebeling bei den Anhaltischen Salzwerken in Leopoldshall bei Staßfurt tätig, wo der Schacht III in den wasserführenden Gipsschichten abgesoffen war. Durch seine mittlerweile erlangten Fachkompetenzen in den Techniken des Abteufens und Abbohrens konnte er das in der Kali-Industrie bis dahin unbekannte Abbohrverfahren anwenden und „[…] trotz denkbar ungünstiger Verhältnisse den Schacht glücklich niederbringen“. Nun konnte er so zügig weitere Schächte in Leopoldshalle abteufen und beschäftigte sich zudem erfolgreich mit der chemischen Weiterverarbeitung der gewonnenen Kochsalze, dass führende Persönlichkeiten der seinerzeit noch in den Anfängen stehenden Kaliindustrie auf Ebeling aufmerksam wurden.
1891 wurde Ebeling zum Direktor der Consolidirte Alkaliwerke Westeregeln berufen, wo er sich ebenfalls erst mit dem Schachtbau beschäftigte, um als Direktor bis 1910 erfolgreich Kalisalze chemisch in Ätzalkalien und Chlorprodukte umwandeln zu können.
1892 wurde Georg Ebeling Vorsitzender der bis 1905 aktiven sogenannten „Schutzbohrgemeinschaft“ und veranlasste als solcher zahlreiche Bohrungen im ganzen damaligen Mitteldeutschland, darunter 1896 in Salzdetfurth.
Ab 1904 ließ Ebeling große Kalivorkommen in Mecklenburg erschließen. Unter seiner Leitung entstanden dort die Werke Friedrich Franz und Conow. Vor allem aber die unter Ebelings Führung errichteten Kalisalzanlagen an der Unstrut übertrafen bald die des Westeregelner Mutterwerkes.

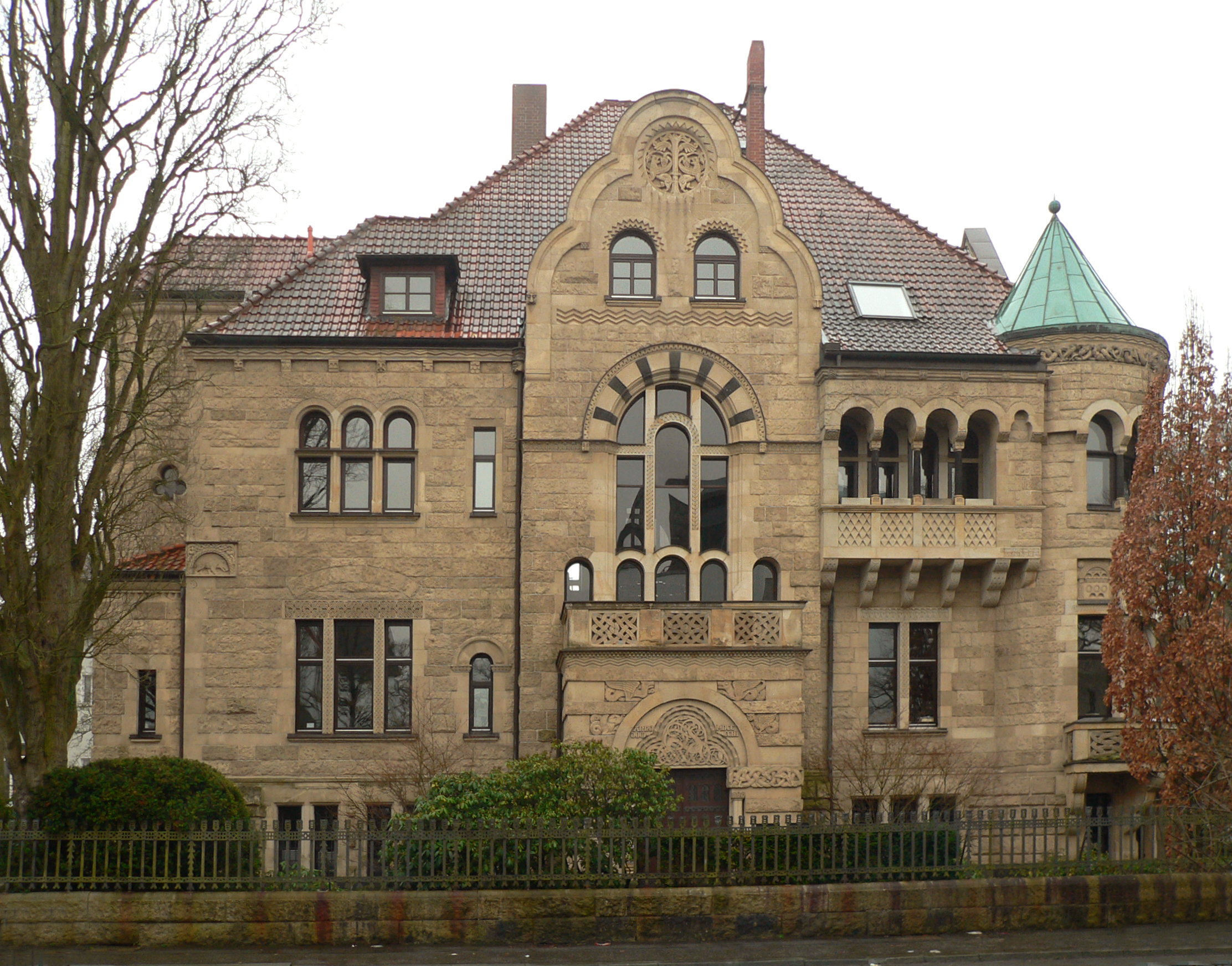
Die „Villa Ebeling“ in Hannover-Zoo;
hier die Fassade zur Ludwig-Barnay-Straße

Noch zur Zeit des Deutschen Kaiserreichs siedelte Georg Ebeling 1905 nach Hannover über in seine durch den Architekten Ferdinand Eichwede errichtete Villa Ebeling an der seinerzeitigen Thiergartenstraße, der späteren Hindenburgstraße und heutigen Loebensteinstraße. Die kunstgeschichtlich bemerkenswerte Villa zeigt unter anderem an der Straßenfront ein Reliefbild mit Schlegel und Eisen sowie die Initiale E.
Nach dem Ersten Weltkrieg erweiterte Ebeling den von ihm geschaffenen Konzern mit Sitz in Westeregeln durch die Angliederung der im Raum Hannover betriebenen Kalisalzbergwerke Hansa-Silberberg und Sigmundshall sowie Aschersleben und Salzdetfurth.
Aus der engen Bindung der Consolidirten Alkaliwerke unter Beteiligung der Kaliwerke Aschersleben und einer Verschachtelung der gegenseitigen Kapitalbeteiligungen ging schließlich die anfangs noch von Ebeling geleitete Salzdetfurth AG mit Sitz in Hannover hervor – lange Zeit „eines der Hauptunternehmen der deutschen Kaliindustrie“. in dessen Aufsichtsrat wiederum Georg Ebeling gewählt worden war.

## Mausoleum

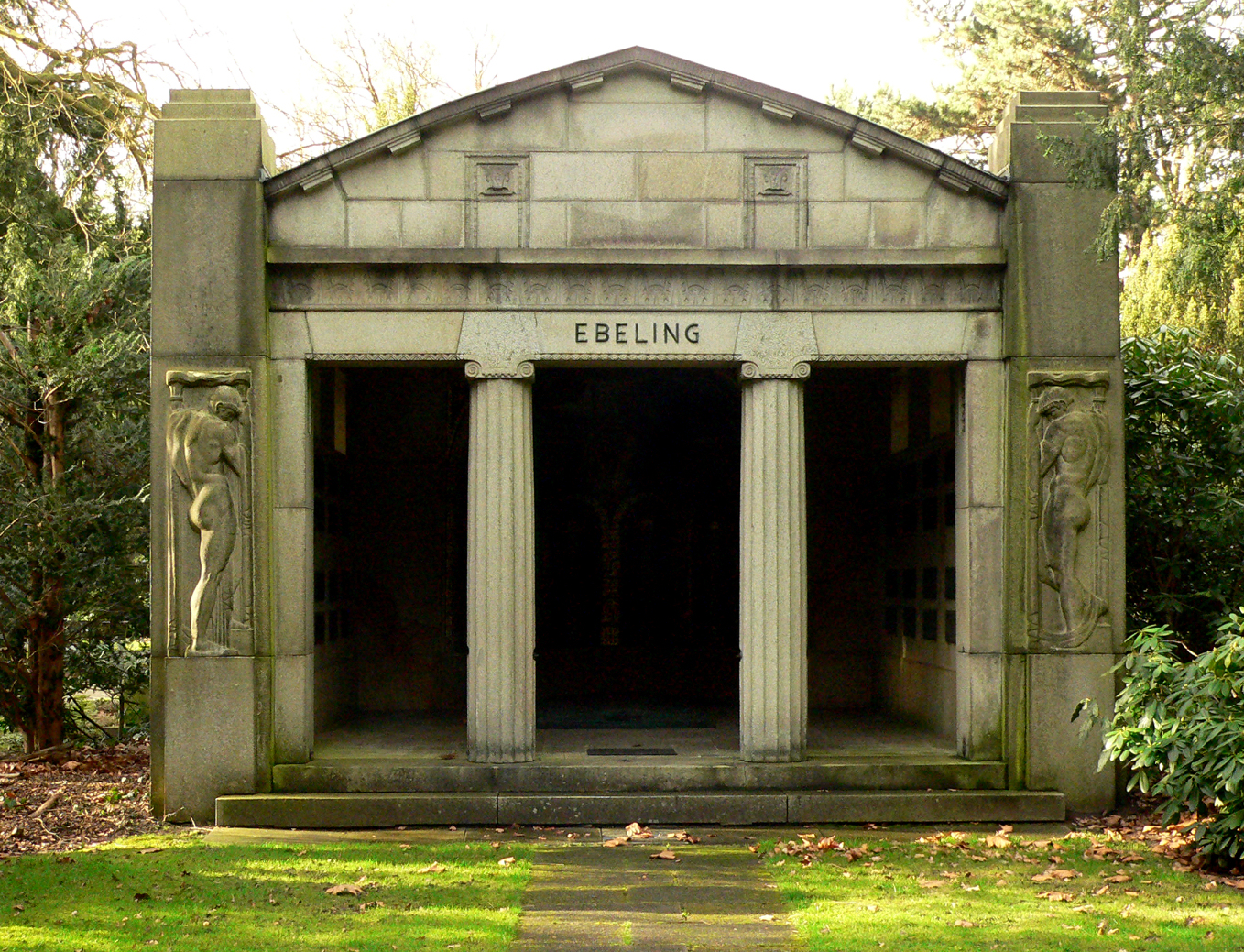
Mausoleum Ebeling

Nach seinem Tode 1925 wurde Georg Ebeling auf dem Stadtfriedhof Engesohde in dem ebenfalls vom Architekten Ferdinand Eichwede errichteten Mausoleum Ebeling beigesetzt. Den dortigen plastischen Bildschmuck schuf der Bildhauer Georg Herting.

## Georg Ebeling Stiftung
1911 hatte Ebeling in Hahnenklee im Oberharz ein Landhaus errichten lassen, das er zusammen mit einem Kapital von gut 50.000 Reichsmark (inflationsbereinigt ca. 232.000 Euro) per Testament der nach ihm benannten Stiftung vermachte. Stiftungszweck war es, „seinen Nachkommen […] einen festen Zusammenhalt zu geben und sie zur Pflege des Familiensinnes anzuregen.“

## Schriften
- Lebenserinnerungen, Magdeburg 1925 (Online)